# Іджебу
Іджебу — африканське державне утворення, що існувало в Західній Африці. 1884 року увійшло до складу британського протекторату Нігерський брег.

## Історія
Утворено народом іджебу десь у XV ст. Перші 2 правителя належали до роду місцевих вождів. Потім трон посів Обанта, що був родичем попередників за материнською лінією. Сам він походив з Іфе. 1553 року встановлено торгівельні відносини з португальцями, а 1620 року — голландцями. У XVI ст. підпала під зверхність Бенінського царства. декілька разів правителі Іджебу повставали, але марно.
Наприкінці XVI ст. Іджебу стає місцем протистояння держав Ойо і Бенін. Останні почергово встановлювали тут своїх правителів. Лише напочатку XVIII ст. з ослабленням Беніну правителі Іджебу набувають більшої потуги. Остаточно здихалися залежності від Ойо у 1780-х роках. Найбільшої потуги держава набула у 1-й половині XIX ст.
У середині XIX ст. Іджебу через тривалу боротьбу за владу суттєво занепало. 1852 року булоу кладено договір з Великою Британією щодо заборони работоргівлі, але 1855 року його було скасовано. У 1892 року британський загін вдерся до держави, сплюндрувавши її столицю. Невдовзі Іджебу стала частиною британського протекторату Нігерський берег.

## Устрій
На чолі стояв авуджале (володар). Він спирався на осугбо (рада шляхти). Остання мала 6 груп за рангом. Аристократія (іварефа) була наділена найбільшими правами. Раду іварефи очолював оліва, що був другою особою у державі. Столиця розташовувалася в Іджебу-Оде. На їїчолі стояв оліса (на кшталт мера).

## Економіка
Основу становили землеробство, рибальство, ремісництво і торгівля. Численні міста держави були важливими ремісничими центрами, особливо уславилися їх тканини та гончарні вироби. Протягом тривалого часу монополією на торгівлю мали виключно місцеві купці. До 1852 року важливим напрямком була работоргівля.
Тканини, вироблені в Іджебу, закуповувалися у великій кількості європейськими купцями для перепродажу на Золотому Березі і в Бразилію. Великий дохід місцевим жителям приносила посередницька торгівля, оскільки вони не допускали іноземців до торгових шляхів від морського узбережжя, які вели у внутрішні райони йоруба і Нупе. У портах Іджебу - Еджінріне, Епу, Ікороду - знаходилися великі невільницькі ринки. З середини XIX в. ринок в Ікороду став головним постачальником вогнепальної зброї для внутрішніх областей йоруба.